# خانه‌برق جدید
خانه‌برق جدید یکی از روستاهای استان آذربایجان شرقی است که در دهستان بناجوی غربی بخش مرکزی شهرستان بناب واقع شده‌است.این روستا ۳۲۳۰ نفر جمعیت دارد.